# Єлизавета Польська
Єлизавета Польська, Єлизавета Локотківна (пол. Elżbieta Łokietkówna, угор. Piast Erzsébet; 1305 — 29 грудня 1380) — третя дружина короля Угорщини Карла Роберта, з 1370 по 1375 королева-регент Польського королівства. Сестра Казимира III, останнього короля Польщі з династії П'ястів, і мати Людовика Угорського, який володів коронами як Угорщини, так і Польщі.

## Дитинство
Єлизавета була дочкою польського короля Владислава Локетка і Ядвіги Великопольської. У момент народження Єлизавети її сім'я переховувалася у вигнанні від переслідувань прихильників Вацлава II і його юного сина Вацлава III, який займав у той момент польський трон. Після смерті Вацлава II в 1305 і загибелі через рік Вацлава III, батько Єлизавети зміг повернутися на батьківщину і зайняти польський трон.

## Шлюб
6 липня 1320 Єлизавета стала третьою дружиною Карла Роберта, короля Угорщини з Анжуйської династії. Перші дві, Марія Битомська і Беатриса Люксембурзька, померли, не залишивши синів. Історики розходяться в думці, хто була матір'ю двох дочок короля, Катерини та Єлизавети. Деякі вважають, що їхньою матір'ю була перша дружина Карла Роберта Марія; деякі, що їх, також як і синів, народила Єлизавета. Шлюб привів до укладання альянсу між Польщею та Угорщиною.
Єлизавета народила п'ятеро синів (двоє перших померли в дитинстві) і, можливо, двох дочок. Старший з синів, що вижили, Людовик успадковував престоли Угорщини та Польщі й увійшов в історію під прізвиськом «Великий», Андрій отримав руку королеви Неаполя Джованни і титул герцога Калабрії, але був убитий в результаті палацових інтриг. Молодший син Єлизавети Стефан отримав титул герцога Славонії і виконував функції королівського намісника в Трансільванії, Славонії, Далмації та Хорватії.

## Одруження сина

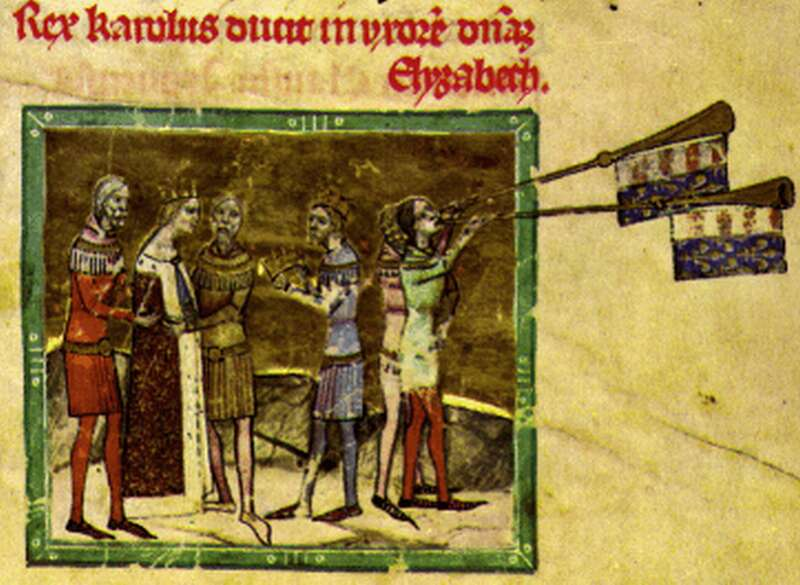
Весілля Єлизавети і Карла Роберта. XIV століття

Єлизавета Польська узяла діяльну участь у підборі нареченої для свого старшого сина і спадкоємця. В 1342 відбулося весілля Людовика з Маргаритою, дочкою імператора Карла IV. Оскільки нареченій на момент весілля було 7 років, а ще через сім років вона померла, шлюб залишився бездітним.
У тому ж 1342 помер Карл Роберт, 16-річний Людовик зійшов на угорський трон. У перші роки правління юний король у всьому покладався на поради матері. Після смерті першої дружини короля, як нову кандидатуру в невістки Єлизавета вибрала Єлизавету Боснійську, дочку бана Боснії Стефана II Котроманіча. Вона була запрошена в Буду і після трьох років її життя при угорському дворі в 1353 відбулося весілля. Від шлюбу Людовика і Єлизавети Боснійської народилося чотири дочки, дві померли в дитинстві, а дві — Марія та Ядвіга стали королевами Угорщини та Польщі відповідно.

## Польське регентство і смерть
Після того, як брат Єлизавети польський король Казимир III в 1370 помер, не залишивши синів, Людовик став спадкоємцем також і польської корони, як старший син сестри померлого короля. Відразу після своєї коронації в Польщі Людовик повернувся в Угорщину, залишивши в Польщі матір виконувати обов'язки регентки. Польща була для Людовика чужою країною, крім того, це був слушний привід віддалити матір від угорського двору, де її сильний вплив обтяжував короля. Єлизавета не заперечувала повернутися в рідне королівство, але її регентство виявилося невдалим, попри її польське походження. В 1375 проти Єлизавети склався змова, поляки вбили 160 угорських охоронців королеви, після чого Єлизавета була змушена тікати в Угорщину. Людовик розправився зі змовниками і зміцнив свою владу в обох королівствах за рахунок влади матері.
Останні роки життя Єлизавета провела в монастирі біля Буди. Померла 29 грудня 1380.

## Родина
Чоловік — Карл I Роберт, король Угорщини
Діти:
- Карл (1321) — помер дитиною
- Владислав (1324) — помер дитиною
- Людовик (1326)
- Андрій (1327)
- Стефан (1332)